# Staatliche Archive Bayerns

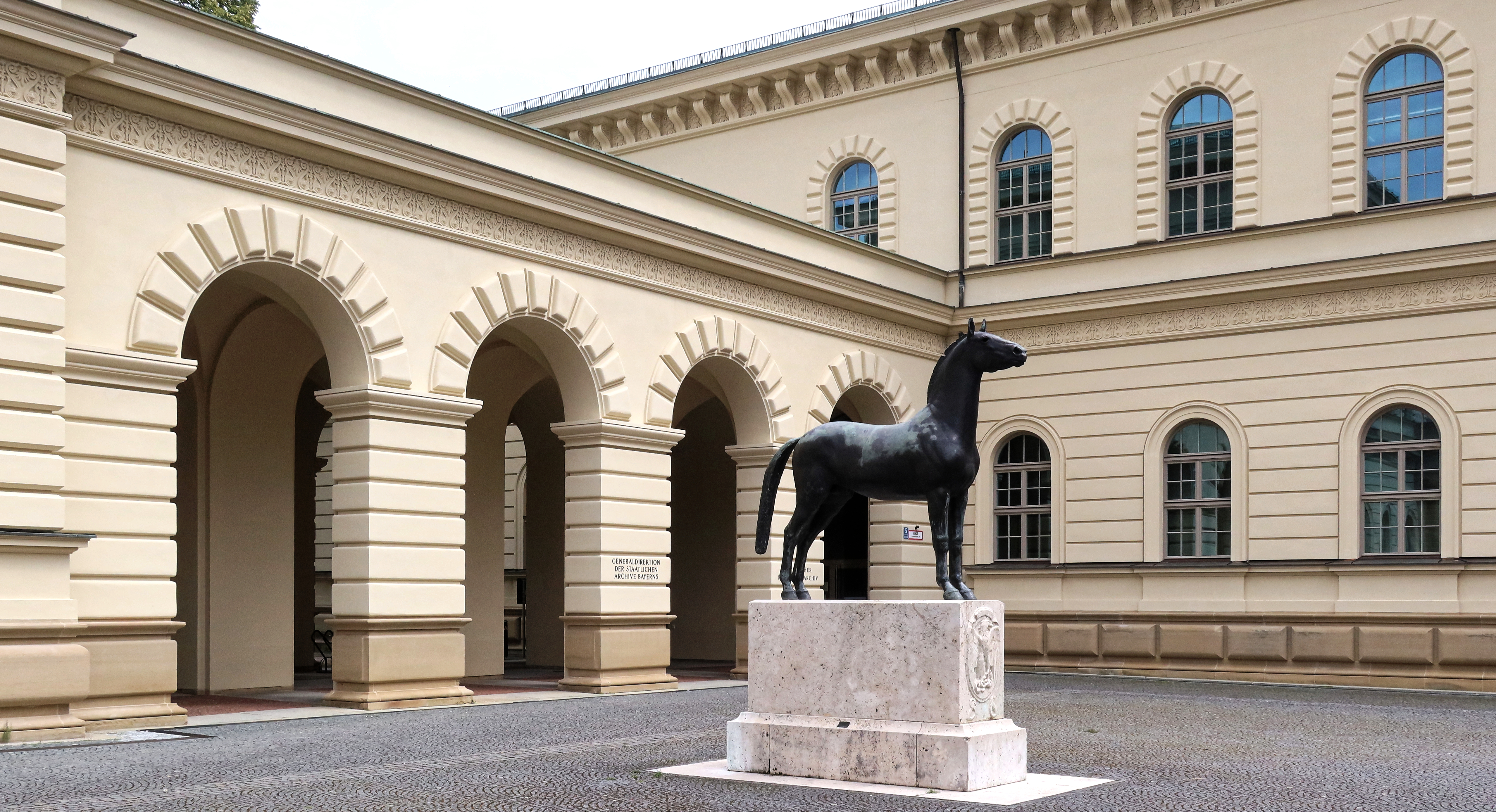
Staatliche Archive Bayerns

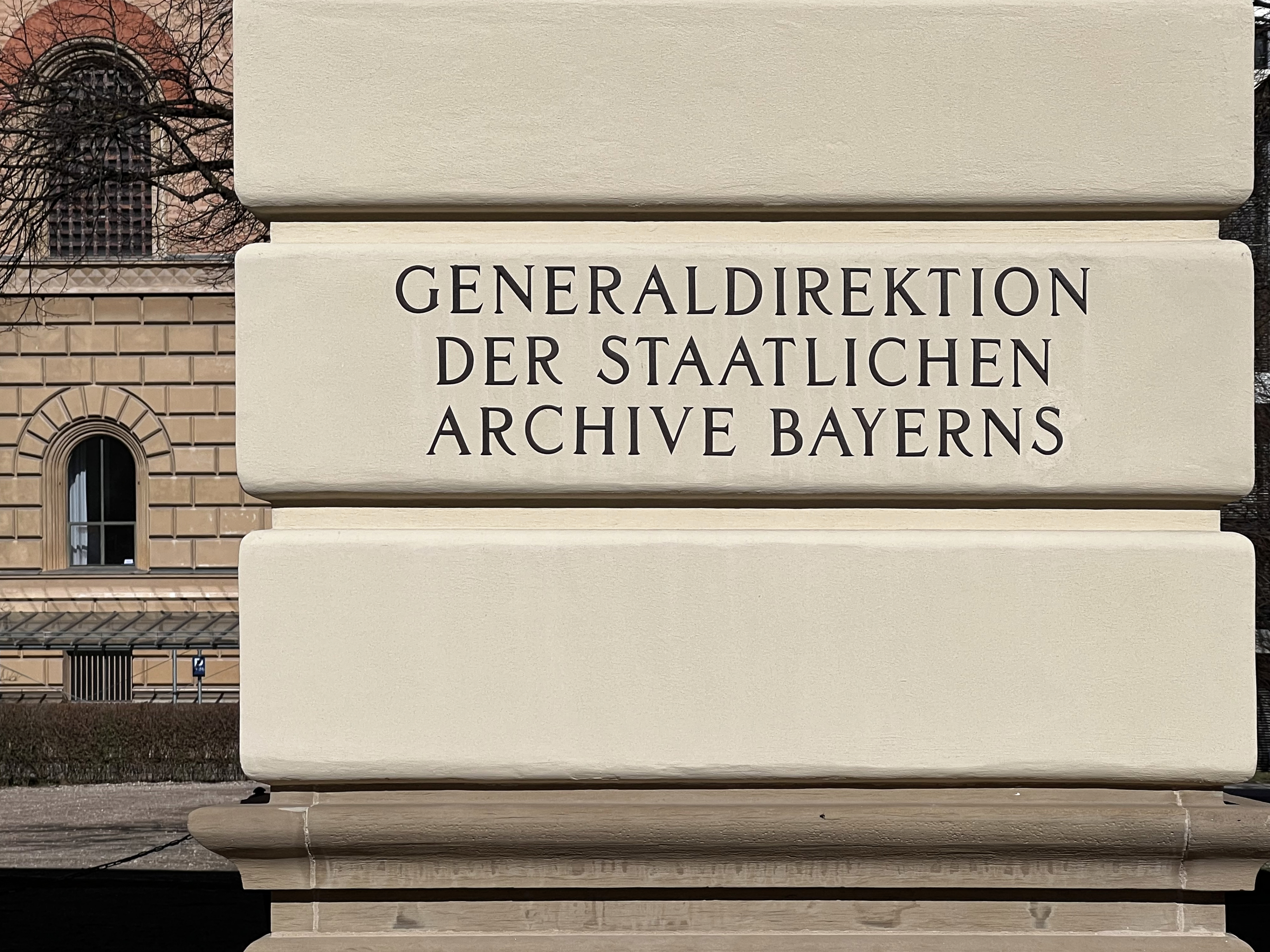
Eingang zur Generaldirektion

Die Staatlichen Archive Bayerns zählen aufgrund der langen staatlichen Existenz Bayerns und der in ihm vor allem zu Beginn des 19. Jahrhunderts aufgegangenen geistlichen und weltlichen Territorien und Institutionen zu den bedeutenden Staatsarchiven Deutschlands. Die verwahrten Unterlagen umfassen den Zeitraum seit Beginn der Schriftlichkeit in der Verwaltung (älteste Urkunde vom Jahr 777) bis heute.

## Geschichte
Das Bayerische Hauptstaatsarchiv (Nachfolger des Königlich Bayerischen Allgemeinen Reichsarchivs) ist als Zentralarchiv für das Herzogtum, Kurfürstentum, Königreich und den Freistaat Bayern zuständig für das Schriftgut der ehemaligen kurpfalzbayerischen Zentralarchive und Zentralbehörden, für die bayerischen Staatsministerien und sonstigen für ganz Bayern zuständigen Landesbehörden seit Beginn des 19. Jahrhunderts, für die Archive der im Rahmen der Säkularisation und der Mediatisierungen zu Beginn des 19. Jahrhunderts an Bayern gefallenen geistlichen und weltlichen Territorien im Bayerischen Reichskreis (ohne Oberpfalz) sowie das Schriftgut der ehemaligen Bayerischen Armee und ihrer Vorläufer.
Die in jedem der sieben Regierungsbezirke bestehenden Staatsarchive Amberg, Augsburg, Bamberg, Landshut, München, Nürnberg und Würzburg verwahren die Unterlagen der staatlichen Behörden ihres modernen Sprengels (Regierungsbezirk) sowie die überlieferten Unterlagen aus vorbayerischer Zeit in den ihnen zugewiesenen historischen Sprengeln.
Das Staatsarchiv Coburg ist zuständig für das Schriftgut der kreisfreien Stadt und des Landkreises Coburg sowie des ehemaligen 1920 mit Bayern vereinigten Freistaates Coburg und seiner Vorläufer.
Die Generaldirektion der Staatlichen Archive Bayerns  als eine dem Staatsministerium für Bildung und Kultus, Wissenschaft und Kunst unmittelbar nachgeordnete Behörde der Mittelstufe mit landesweiter Zuständigkeit wurde zum 1. Juni 1970 errichtet. Sie ist die zentrale Fachbehörde Bayerns für alle Fragen des Archivwesens. Ihr direkt nachgeordnet als Behörden der Unterstufe sind das Bayerische Hauptstaatsarchiv sowie die acht Staatsarchive (siehe oben). Der Generaldirektion unterstellt ist die Bayerische Archivschule (gegründet 1821), an der der Nachwuchs für die verschiedenen Laufbahnen ausgebildet wird.
Das Amt des Generaldirektors der Staatlichen Archive Bayerns bestand bereits seit 1921, als die drei in München bestehenden Zentralarchive (Allgemeines Reichsarchiv, Geheimes Staatsarchiv und Geheimes Hausarchiv) zum Bayerischen Hauptstaatsarchiv vereinigt wurden und dem bisherigen Leiter des Königlich Bayerischen Allgemeinen Reichsarchivs Georg Maria von Jochner (1860–1923) unterstellt wurden, der nunmehr als Generaldirektor der Staatlichen Archive zugleich Chef des Bayerischen Hauptstaatsarchivs und Vorgesetzter der übrigen bayerischen Staatsarchive war. Diese Personalunion der Ämter wurde erst durch die Aufhebung der Verordnung von 1921 im Jahre 1971 aufgegeben.

## Generaldirektoren der Staatlichen Archive
| Name                    | Amtszeit  |
| ----------------------- | --------- |
| Georg Maria von Jochner | 1921–1923 |
| Otto Riedner            | 1923–1937 |
| Joseph Franz Knöpfler   | 1937–1944 |
| Ignaz Hösl              | 1944–1947 |
| Wilhelm Winkler         | 1947–1958 |
| Heinz Lieberich         | 1959–1970 |
| Bernhard Zittel         | 1970–1977 |
| Walter Jaroschka        | 1977–1997 |
| Hermann Rumschöttel     | 1997–2008 |
| Margit Ksoll-Marcon     | 2008–2022 |
| Bernhard Grau           | seit 2022 |